# Joseph D. Kucan
Joseph David Kucan (szerbhorvát: Kučan) (Henderson, Nevada, 1965. március 19. –) videójáték-fejlesztő, rendező, színész, forgatókönyvíró és casting vezető több videójáték-fejlesztő cégnél és filmnél dolgozott. Jelenleg Las Vegasban él, legismertebb szerepe Kane a Command & Conquer videójáték-sorozatban.

## Korai évek
Kucan a Nevada állambeli Hendersonban született. Két öccse van, Michael és Daniel. A szülei Kenn és Jenny Clark megyében, állami iskolákban voltak tanárok 35 évig. (Kenneth Kucan angolt tanított az Ed W. Clark Középiskolában.) Legelső szerepét 10 éves korában kapta, a helyi színjátszó kör "The Riddle Machine" című darabjában. Nem sokkal ezután megalakult a Rainbow Company (Kucan volt az egyik alapító tag.), ami a színészet iránt érdeklődő fiatalok számára nyújtott képzést és Las Vegas városa is támogatta a létrejöttét. Kucan 8 évig vett részt a programban, ezalatt pedig a színjátszás minden területéről szerzett tapasztalatokat. A Bonanza Középiskolában végzett 1983-ban, majd Kalifroniába ment és a Firebird Theatre Companynál helyezkedett el. Az első idénye után azonban kilépett, Las Vegasba ment vissza és beiratkozott a University of Nevada, Las Vegas (UNLV) egyetemre. Azután visszatért a Rainbow Companyhez, ahol az oktatási igazgató tisztségét töltötte be. A következő 10 évben Kucan oktatott, rendezett, színészkedett, tervezett, koreografált és számos más tevékenységet látott el, több mint 50 színdarab, musical vagy kísérlet projekt munkálatai során. 1992-ben távozott a Rainbow Companytől és a Westwood Studiosnál helyezkedett el, ahol 8 évig volt a cég drámai ügyek igazgatója.

## Pályafutása
1992-ben kezdte meg a munkát a Westwood Studiosnál és a Command & Conquer sorozat mind a 4 epizódjához rendezett átvezető jeleneteket és szerepelt is bennük. Ő formálta meg Kane ikonikus karakterét, aki egy pszeudo-vallás prófétája és egy tömegmozgalom vezetője, a Brotherhood of Nod nevezetű, transzhumanista ambíciókat dédelgető testvériség vezéralakja. Több filmben töltött be rendezői és színészi szerepet, mint a Clover's Movie, Luckytown, Monkey on Mama's Back vagy videójátékban, mint például a Blade Runner (Szárnyas fejvadász) videójáték adaptációban, aminek az írója is Kucan volt.
A Command & Conquer 3: Tiberium Wars és kiegészítője, a Command & Conquer 3: Kane’s Wrath, valamint a Command & Conquer 4: Tiberian Twilight játékokban ismét visszatért, hogy Kane alakját megszemélyesítse.
A Guinness World Records 2008-as, játékos kiadásában a leghosszabb ideig videójátékban szereplő karakter. (Az 1995-ös első rész óta többször is megjelent Kane szerepében számos Command & Conquer játékban.)
A Public Fit nevű színházvállalat társalapítója Ann-Marie Pereth-tel, ahol jelenleg is producerként dolgozik.

## Magánélete
Joseph D. Kucan jelenleg Las Vegasban él. Házas, három lány édesapja.

## Filmszerepei
- Harmadnaposok (2011)
- Clover’s Movie (2000)
- A szerencse városa  (2000)
- Monkey on Mama's Back (1998)

## Játékok
- The Legend of Kyrandia: Fables and Fiends (1992), Virgin Games
- The Legend of Kyrandia: The Hand of Fate (1993), Avalon Interactive
- Lands of Lore: The Throne of Chaos (1993), Westwood Studios
- The Legend of Kyrandia: Malcolm's Revenge (1994), Virgin Interactive
- Monopoly (1995), Hasbro Interactive
- Command & Conquer (1995), Westwood Studios (Kane megformálása és az átvezető jelenetek rendezése)
- Command & Conquer: Red Alert (1996), Westwood Studios (Kane megformálása és az átvezető jelenetek rendezése)
- Lands of Lore II: Guardians of Destiny (1997), Avalon Interactive
- Blade Runner (1997), Virgin Interactive
- Dune 2000 (1998), Westwood Studios
- Command & Conquer: Red Alert - Retaliation (1999), Westwood Studios
- Command & Conquer: Tiberian Sun (1999), Westwood Studios - EA Games (Kane megformálása és az átvezető jelenetek rendezése)
- Nox (2000), EA Games
- Command & Conquer: Firestorm (2000), Westwood Studios - EA Games (Kane megformálása és az átvezető jelenetek rendezése)
- Command & Conquer: Red Alert 2 (2001), Westwood Studios - EA Games
- Command & Conquer: Yuri's Revenge (2001), Westwood Studios - EA Games
- Emperor: Battle for Dune (2002), Westwood Studios - EA Games
- Command & Conquer: Renegade (2002), Westwood Studios - EA Games (Kane hangja és az átvezető jelenetek rendezése)
- Pirates: The Legend of Black Kat (2002), EA Games
- Command & Conquer 3: Tiberium Wars (2007), Electronic Arts (Kane)
- Command & Conquer 3: Kane’s Wrath (2008), Electronic Arts (Kane)
- Command & Conquer 4: Tiberian Twilight (2010), EA Los Angeles - EA (Kane)

## Fordítás
- Ez a szócikk részben vagy egészben a Joseph D. Kucan című angol Wikipédia-szócikk ezen változatának fordításán alapul.  Az eredeti cikk szerkesztőit annak laptörténete sorolja fel. Ez a jelzés csupán a megfogalmazás eredetét és a szerzői jogokat jelzi, nem szolgál a cikkben szereplő információk forrásmegjelöléseként.